# Vierschanzentournee 2003/04
Die 52. Vierschanzentournee 2003/04 war Teil des Skisprung-Weltcups 2003/2004. Das Springen in Oberstdorf fand am 29. Dezember statt, am 1. Januar das Springen in Garmisch-Partenkirchen und am 4. Januar das Springen in Innsbruck. Die Veranstaltung in Bischofshofen schließlich fand am 6. Januar statt.

## Teilnehmer
| Nation              | Athleten |
| ------------------- | --- |
| Deutschland         | Sven Hannawald, Alexander Herr, Stephan Hocke, Maximilian Mechler, Jörg Ritzerfeld, Martin Schmitt, Georg Späth, Michael Uhrmann |
| Österreich          | Manuel Fettner, Andreas Goldberger, Mathias Hafele, Martin Höllwarth, Stefan Kaiser, Martin Koch, Andreas Kofler, Florian Liegl, Wolfgang Loitzl, Thomas Morgenstern, Roland Müller, Christian Nagiller, Balthasar Schneider, Reinhard Schwarzenberger, Stefan Thurnbichler, Andreas Widhölzl |
| Belarus             | Maksim Anissimau |
| Volksrepublik China | Li Yang, Tian Zhandong |
| Estland             | Jaan Juris, Jens Salumae |
| Finnland            | Janne Ahonen, Janne Happonen, Jussi Hautamäki, Matti Hautamäki, Tami Kiuru, Akseli Kokkonen, Arttu Lappi, Veli-Matti Lindström |
| Frankreich          | Emmanuel Chedal, Nicolas Dessum |
| Italien             | Giancarlo Adami, Alessio Bolognani, Stefano Chiapolino |
| Japan               | Kazuyoshi Funaki, Akira Higashi, Noriaki Kasai, Hideharu Miyahira, Hiroki Yamada |
| Kasachstan          | Radik Schaparow, Assan Toqtaqynow |
| Niederlande         | Christoph Kreuzer |
| Norwegen            | Anders Bardal, Lars Bystøl, Tommy Ingebrigtsen, Roar Ljøkelsøy, Sigurd Pettersen, Bjørn Einar Romøren, Morten Solem, Henning Stensrud |
| Polen               | Marcin Bachleda, Adam Małysz, Tomisław Tajner, Wojciech Tajner |
| Russland            | Dmitri Ipatow, Denis Kornilow, Alexei Silajew, Dmitri Wassiljew |
| Schweden            | Andreas Arén, Johan Eriksson |
| Schweiz             | Simon Ammann, Andreas Küttel |
| Slowakei            | Martin Mesík |
| Slowenien           | Rok Benkovič, Damjan Fras, Robert Kranjec, Primož Peterka, Peter Žonta |
| Südkorea            | Kang Chil-gu |
| Tschechien          | Michal Doležal, Jakub Janda, Jan Matura |
| Vereinigte Staaten  | Clint Jones, Brian Welch |

## Oberstdorf

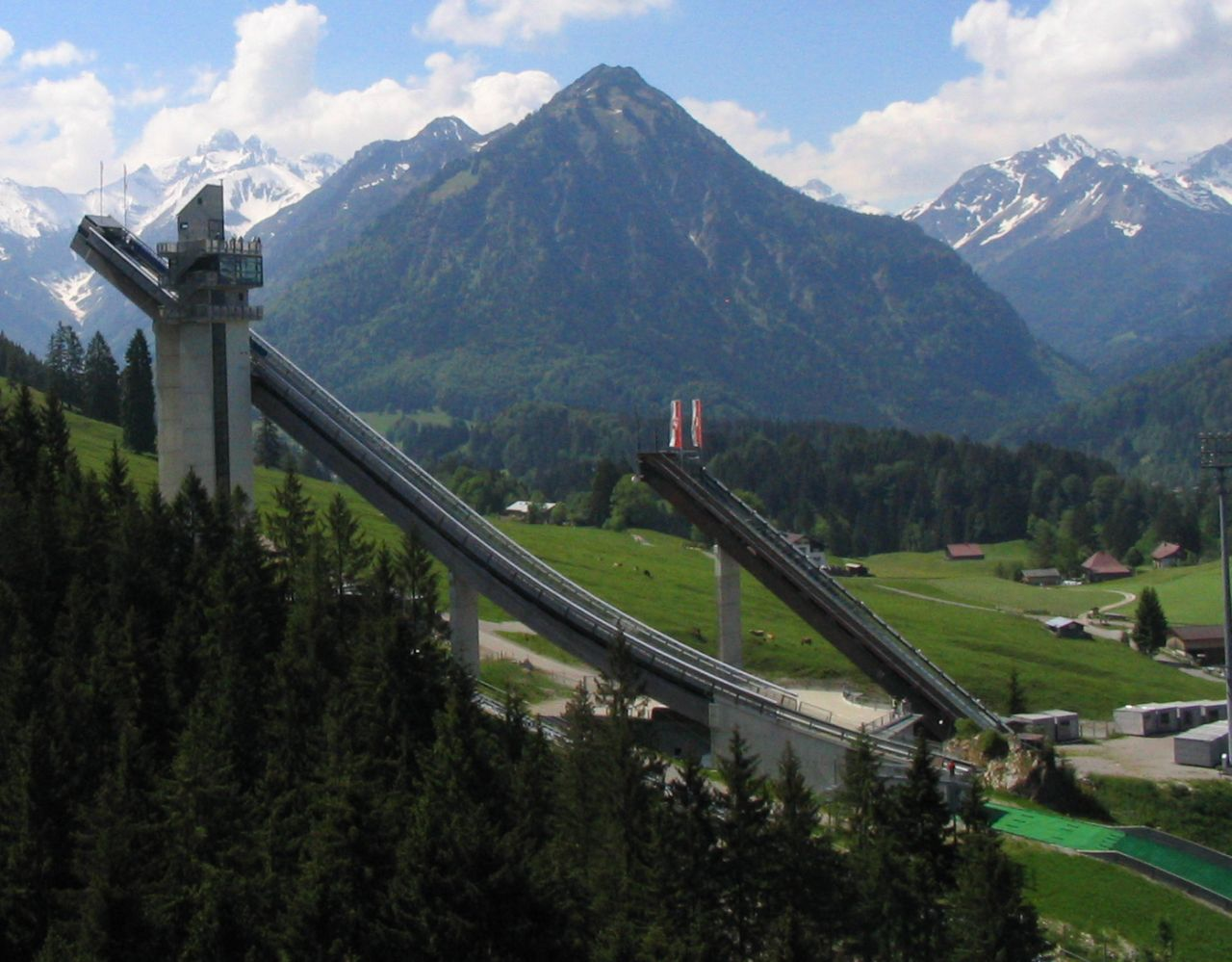
Die Schanze in Oberstdorf

- Datum: 29. Dezember 2003
- Land:  Deutschland
- Schanze: Schattenbergschanze

| Pos. | Springer           | Land        | Punkte |
| ---- | ------------------ | ----------- | ------ |
| 1    | Sigurd Pettersen   | Norwegen    | 295,2  |
| 2    | Thomas Morgenstern | Österreich  | 272,7  |
| 3    | Martin Höllwarth   | Österreich  | 269,1  |
| 4    | Michael Uhrmann    | Deutschland | 267,9  |
| 5    | Noriaki Kasai      | Japan       | 261,8  |
| 6    | Rok Benkovič       | Slowenien   | 261,6  |
| 7    | Georg Späth        | Deutschland | 261,3  |
| 8    | Tommy Ingebrigtsen | Norwegen    | 260,2  |
| 9    | Roar Ljøkelsøy     | Norwegen    | 254,4  |
| 9    | Adam Małysz        | Polen       | 254,4  |
| 11   | Peter Žonta        | Slowenien   | 253,8  |
| 12   | Tami Kiuru         | Finnland    | 252,0  |
| 13   | Janne Ahonen       | Finnland    | 249,0  |
| 14   | Simon Ammann       | Schweiz     | 248,9  |
| 15   | Maximilian Mechler | Deutschland | 247,9  |

## Garmisch-Partenkirchen

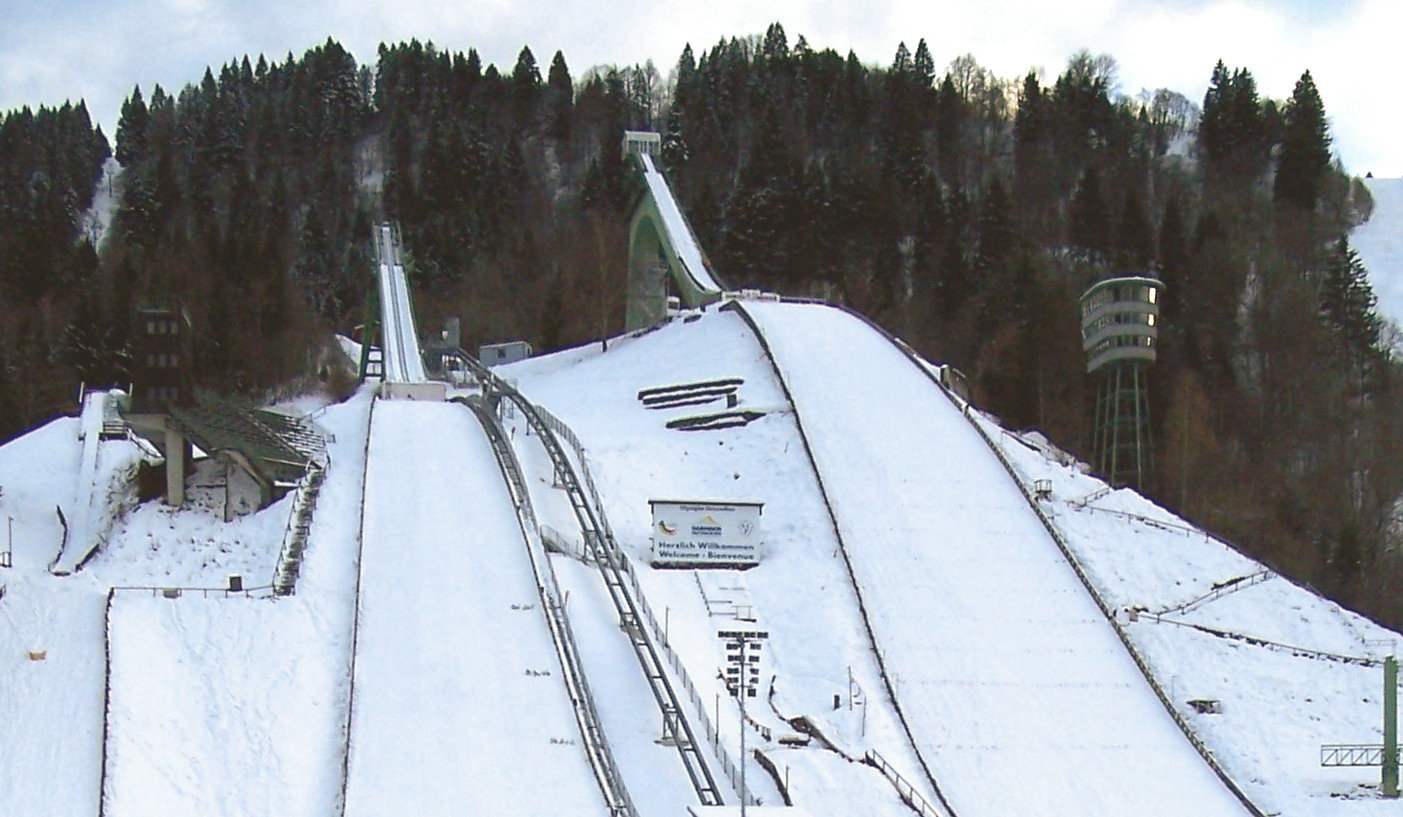
Die Schanze in Garmisch-Partenkirchen

- Datum: 1. Januar 2004
- Land:  Deutschland
- Schanze: Große Olympiaschanze

| Pos. | Springer             | Land        | 1. Sprung | 2. Sprung | Punkte |
| ---- | -------------------- | ----------- | --------- | --------- | ------ |
| 1    | Sigurd Pettersen     | Norwegen    | 123,0     | 120,5     | 253,8  |
| 2    | Martin Höllwarth     | Österreich  | 118,5     | 121,0     | 253,1  |
| 3    | Georg Späth          | Deutschland | 120,5     | 118,5     | 248,7  |
| 4    | Janne Ahonen         | Finnland    | 120,0     | 120,0     | 248,5  |
| 5    | Peter Žonta          | Slowenien   | 119,0     | 117,5     | 241,2  |
| 6    | Noriaki Kasai        | Japan       | 116,0     | 117,5     | 239,8  |
| 7    | Michael Uhrmann      | Deutschland | 118,0     | 116,5     | 238,6  |
| 8    | Thomas Morgenstern   | Österreich  | 115,5     | 116,0     | 233,7  |
| 9    | Sven Hannawald       | Deutschland | 114,5     | 116,0     | 231,9  |
| 10   | Veli-Matti Lindström | Finnland    | 115,5     | 115,5     | 230,8  |
| 11   | Lars Bystøl          | Norwegen    | 115,5     | 114,0     | 228,1  |
| 12   | Maximilian Mechler   | Deutschland | 114,5     | 114,0     | 227,3  |
| 13   | Simon Ammann         | Schweiz     | 114,0     | 114,0     | 225,4  |
| 14   | Roar Ljøkelsøy       | Norwegen    | 114,5     | 111,5     | 223,3  |
| 15   | Andreas Küttel       | Schweiz     | 112,5     | 112,5     | 221,5  |

## Innsbruck

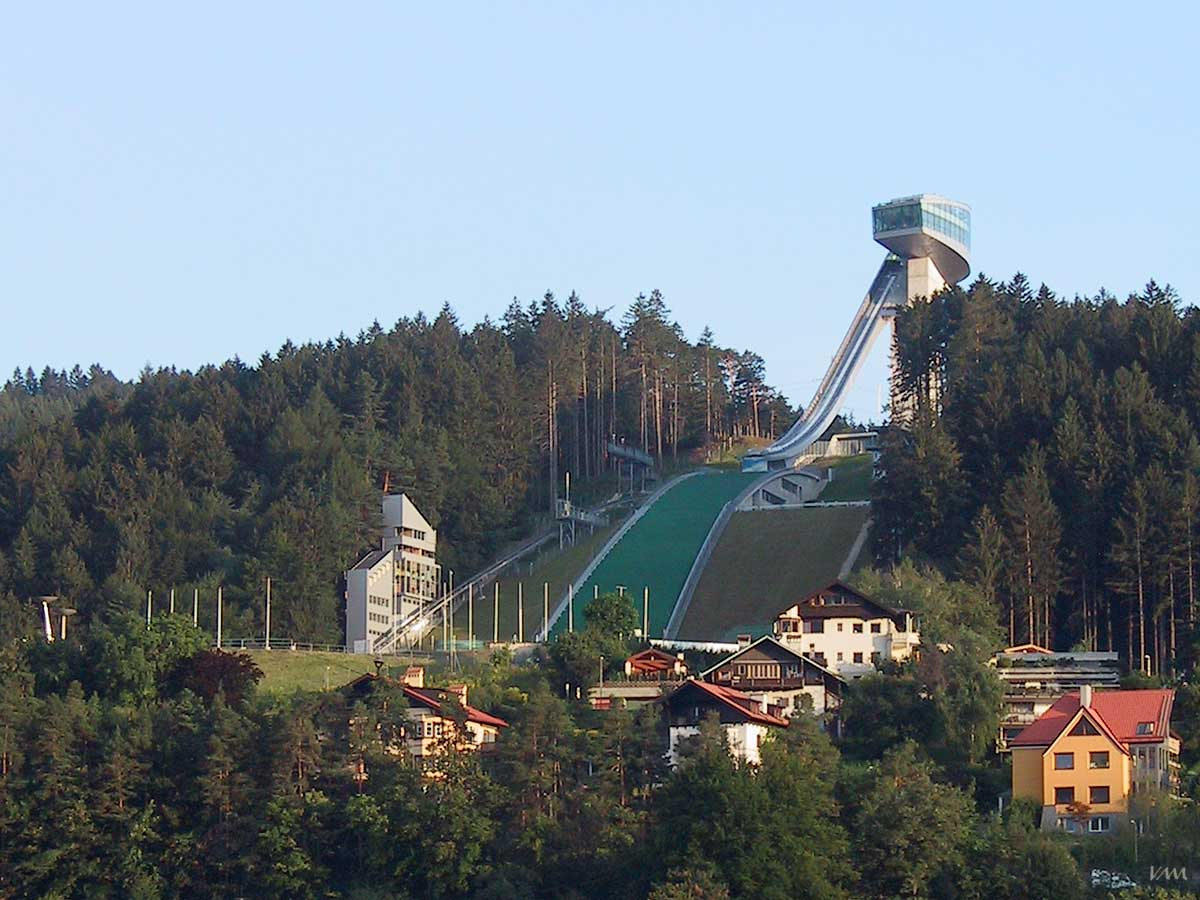
Die Schanze in Innsbruck

- Datum: 4. Januar 2004
- Land:  Österreich
- Schanze: Bergiselschanze

| Pos. | Springer             | Land        | Punkte |
| ---- | -------------------- | ----------- | ------ |
| 1    | Peter Žonta          | Slowenien   | 265,2  |
| 2    | Veli-Matti Lindström | Finnland    | 253,9  |
| 3    | Janne Ahonen         | Finnland    | 253,8  |
| 4    | Sigurd Pettersen     | Norwegen    | 251,8  |
| 5    | Martin Höllwarth     | Österreich  | 251,7  |
| 6    | Noriaki Kasai        | Japan       | 249,5  |
| 7    | Thomas Morgenstern   | Österreich  | 247,6  |
| 8    | Lars Bystøl          | Norwegen    | 245,7  |
| 9    | Sven Hannawald       | Deutschland | 244,4  |
| 10   | Georg Späth          | Deutschland | 242,6  |
| 11   | Michael Uhrmann      | Deutschland | 242,0  |
| 12   | Akira Higashi        | Japan       | 237,3  |
| 13   | Maximilian Mechler   | Deutschland | 236,0  |
| 14   | Bjørn Einar Romøren  | Norwegen    | 234,5  |
| 15   | Wolfgang Loitzl      | Österreich  | 233,2  |

## Bischofshofen
- Datum: 6. Januar 2004
- Land:  Österreich
- Schanze: Paul-Außerleitner-Schanze

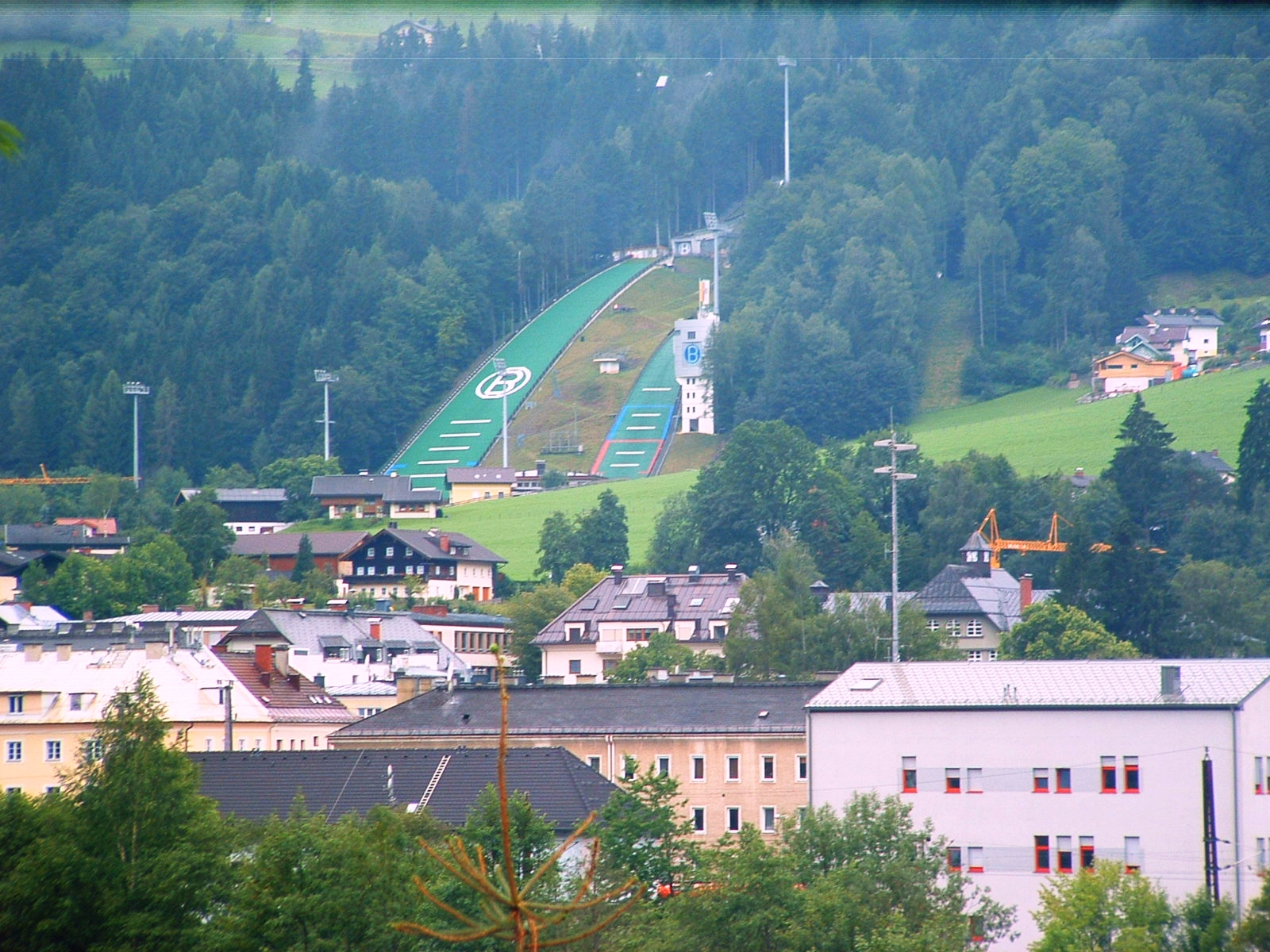
Die Schanze in Bischofshofen

| Pos. | Springer             | Land        | Punkte |
| ---- | -------------------- | ----------- | ------ |
| 1    | Sigurd Pettersen     | Norwegen    | 265,8  |
| 2    | Peter Žonta          | Slowenien   | 263,4  |
| 3    | Janne Ahonen         | Finnland    | 261,3  |
| 4    | Thomas Morgenstern   | Österreich  | 258,9  |
| 5    | Martin Höllwarth     | Österreich  | 257,6  |
| 6    | Georg Späth          | Deutschland | 257,2  |
| 7    | Veli-Matti Lindström | Finnland    | 256,1  |
| 8    | Matti Hautamäki      | Finnland    | 251,7  |
| 9    | Michael Uhrmann      | Deutschland | 250,2  |
| 10   | Roar Ljøkelsøy       | Norwegen    | 247,1  |
| 11   | Noriaki Kasai        | Japan       | 245,4  |
| 12   | Andreas Goldberger   | Österreich  | 244,1  |
| 13   | Lars Bystøl          | Norwegen    | 242,7  |
| 14   | Maximilian Mechler   | Deutschland | 237,6  |
| 15   | Martin Schmitt       | Deutschland | 236,7  |

## Gesamtstand
| Pos. | Springer            | Land        | Punkte |
| ---- | ------------------- | ----------- | ------ |
| 1    | Sigurd Pettersen    | Norwegen    | 1066,6 |
| 2    | Martin Höllwarth    | Österreich  | 1031,5 |
| 3    | Peter Žonta         | Slowenien   | 1023,6 |
| 4    | Thomas Morgenstern  | Österreich  | 1012,9 |
| 5    | Janne Ahonen        | Finnland    | 1012,6 |
| 6    | Georg Späth         | Deutschland | 1009,8 |
| 7    | Michael Uhrmann     | Deutschland | 998,7  |
| 8    | Noriaki Kasai       | Japan       | 996,5  |
| 9    | Roar Ljøkelsøy      | Norwegen    | 956,5  |
| 10   | Lars Bystøl         | Norwegen    | 952,6  |
| 11   | Maximilian Mechler  | Deutschland | 948,8  |
| 12   | Sven Hannawald      | Deutschland | 935,4  |
| 13   | Bjørn Einar Romøren | Norwegen    | 933,5  |
| 14   | Simon Ammann        | Schweiz     | 923,2  |
| 15   | Adam Małysz         | Polen       | 908,6  |